# Royce Willis
Pas d'image ? Cliquez ici

a Compétitions nationales et continentales officielles uniquement.

b Matchs officiels uniquement.
Dernière mise à jour le 28 septembre 2021.
Royce Kevin Willis, né le 28 août 1975 à Tokoroa, est un joueur de rugby à XV néo-zélandais qui a joué avec les All-Blacks et les Waikato Chiefs au poste de deuxième ligne (1,97 m pour 120 kg).

## Carrière

### Club et Province
- 1997 : province de Waikato
- Blues
- Waikato Chiefs

### En équipe nationale
Il a joué avec l'équipe de Nouvelle-Zélande des moins de 21 ans (1995-96).
Willis a disputé son premier test match le 15 août 1998 contre l'équipe d'Afrique du Sud et le dernier contre cette même équipe, le 20 juillet 2002.
Il a disputé cinq matchs de la coupe du monde de rugby 1999.
Sa carrière internationale a été écourtée par son départ pour le Japon en 2002.

## Palmarès

### En club
- 50 matchs avec la province de Waikato
- 36 matchs de Super 12 avec les Chiefs

### En équipe nationale
- Vainqueur du Tri-nations en 1999 et 2002
- Quatrième de la Coupe du monde 1999

## Statistiques

### En équipe nationale
De 1998 à 2002, Royce Willis compte 12 sélections avec les All-Blacks. Avec les Kiwis, il dispute une Coupe du monde en 1999. Il participe à trois éditions du Tri-nations en 1998, 1999 et 2002.